# Colecistocinina

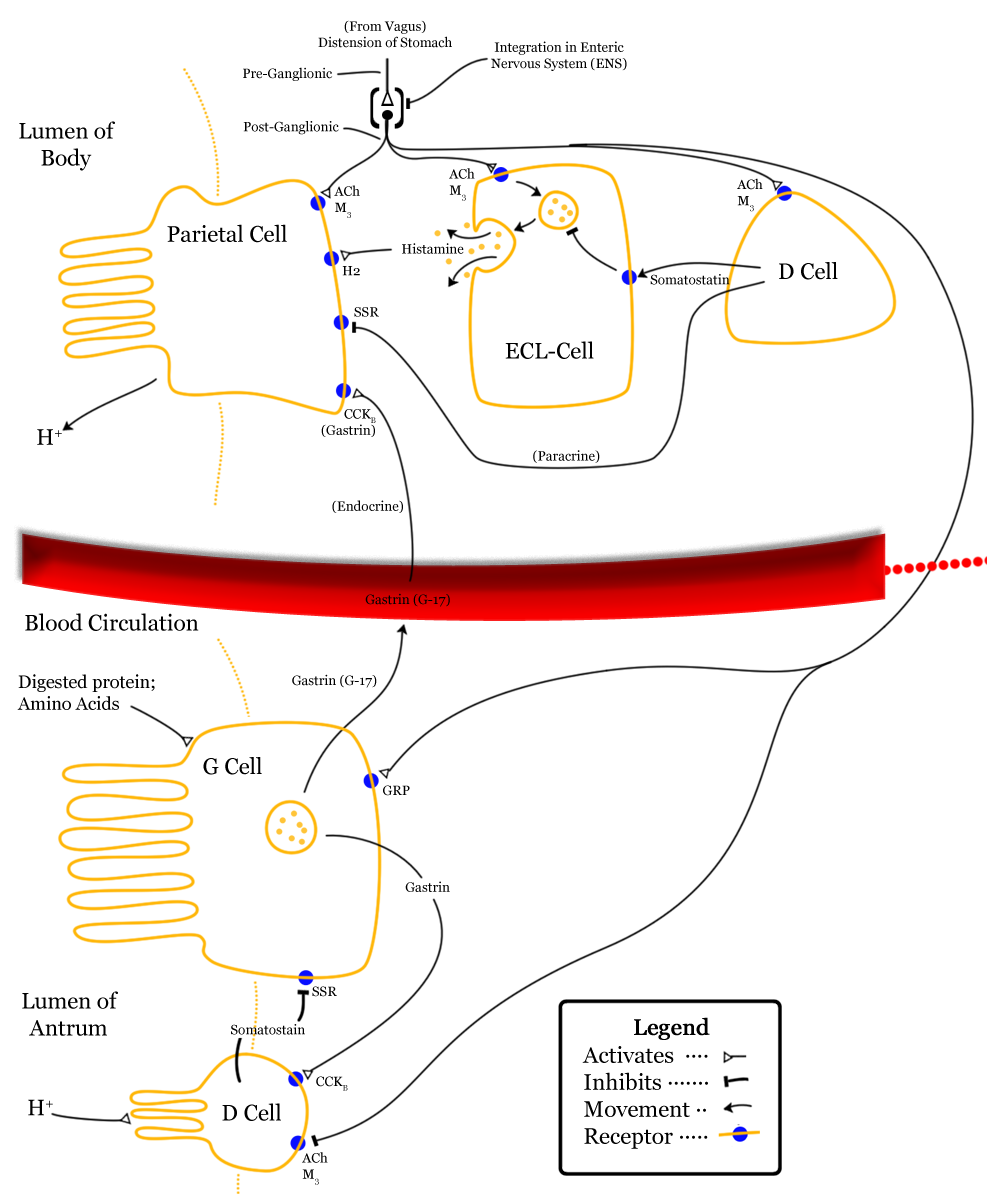
CCK a sota a la dreta.

La colecistocinina, en anglès:Cholecystokinin (CCK o CCK-PZ; del grec chole, "bilis"; cysto, "sac"; kinin, "moure"; és a dir, moure el sac de la bilis (vesícula biliar)), és una hormona pèptida produïda a l'intestí prim, específicament al duodè i el jejú. També actua com un supressor de la gana de menjar. L'evidència recent suggereix que pot tenir un paper en la tolerància a opiacis com la morfina i l'heroïna, i està relacionat parcialment amb experiències a la hipersensibilitat al dolor durant la síndrome d'abstinència a opiacis.

## Estructura molecular
La CCK pot tenir diverses formes moleculars en funció del nombre d’aminoàcids que la componen. És un pèptid linear que pot trobar-se com a CCK-8, CCK-33, CCK-39 i CCK-58 entre d'altres. A la setena posició de la cadena d’aminoàcids de la CCK hi ha sempre una tirosina que és sulfatada i és en gran part la responsable de l’activitat biològica d’aquesta hormona.

## Síntesi
La CCK per una banda és sintetitzada i segregada per les cèl·lules I presents a les mucoses del jejú i el duodè —part inicial de l’intestí prim— quan hi ha hagut ingesta; i per l’altra, s'allibera com a neurotransmissor a diverses regions del cervell, en concret l’hipotàlem, el còrtex, l’amígdala, l’hipocamp i el tàlem. Aquesta substància, per tant, funciona com a hormona peptídica a l’intestí, i com a neuropèptid al sistema nerviós central (SNC).
És sintetitzada a partir de la preprohormona preproCCK que al reaccionar amb aigua es trenca, formant pèptids i aminoàcids que acaben amb el mateix grup àcid carboxílic. A més de a les cèl·lules I del duodè, la CCK es sintetitza a les cèl·lules C de la tiroide, a cèl·lules cotricòtropes i melanòtropes de la glàndula pituïtària, i a cèl·lules de la medul·la adrenal.

## Mecanismes d'acció
Els efectes de la CCK estan controlats pels receptors de membrana CCK-1 i CCK-2 acoblats a proteïnes G, que es troben distribuïts al llarg del SNC; estant els primers sobretot a l'estómac i el pàncrees, i els segons al cervell. El CCK-2, a més de per la CCK, serveix com a receptor per la gastrina; i la seva activació provoca l’augment de l’alliberació d'inositol trifosfat i diacilglicerol, responsables de la regulació dels nivells intracel·lulars de calci.

## Funcions

### Funció gastrointestinal
La CCK actua a l’intestí prim com a reguladora de la secreció hormonal durant la digestió inhibint el buidatge gàstric a través dels receptors CCK-1. La massa en la qual es converteixen els aliments un cop ingerits en promou la síntesi, i la seva presència a la sang —que es manté fins a les cinc hores posteriors a la ingesta— desencadena una sèrie de reaccions. Per una banda, provoca l’alliberació d'enzims digestius des de les cèl·lules acinars del pàncrees fins al duodè, on participen en la digestió de greixos, hidrats de carboni i proteïnes. A més, la CCK provoca l’augment de la producció de bilis al fetge i indueix la contracció de la vesícula biliar, estimulant la relaxació i obertura de l'esfínter d’Oddi, — estructura que connecta el pàncrees i el duodè— fent que s'alliberi bilis a aquest últim. Aquests enzims digestius descomponen les proteïnes i els àcids grassos que han sigut els causants de l’alliberació de CCK, alhora que són els que fan que se n’inhibeixi la síntesi. És a dir, es tracta d’un cicle que es retroalimenta de manera que la CCK provoca l’aparició dels enzims digestius, i quan els nivells d’aquests són elevats i s'ha produït l’absorció dels aliments, es redueix la quantitat de CCK.
Els processos mitjançant els quals la CCK produeix els seus efectes encara són objecte d’estudi, però s'especula que ho fa a través de l'estimulació de mecanoreceptors gàstrics que intervenen en el mecanisme de retroalimentació neuronal entre l’intestí i els nuclis relacionats amb el control de la ingesta del cervell.
S'especula que pot ser que l'efecte de la CCK sobre la sacietat i l’alliberació d’enzims digestius pugui estar més influenciat per l’acció dels receptors CCK-1 del nervi vague que no pas pels presents a les cèl·lules acinars del pàncrees. Es creu que l’activació dels receptors CCK-1 del nervi vague per l’acció de la CCK té un paper important pel que fa a la secreció d’enzims digestius pancreàtics, i que són els responsables de l'enviament de senyals de sacietat cap a l’hipotàlem; de manera que en cas de lesió a aquest nervi, el neuropèptid deixa de tenir el seu efecte saciant.

### Funció neurològica
A més de al duodè, la CCK es troba sobretot en la forma CCK-8 a neurones de diverses parts del SNC. La presència d’aquesta substància al SNC modula l’activitat d'altres hormones i neuropèptids. S'ha vist que en el mal funcionament dels receptors cerebrals de CCK —sobretot els CCK-2— pot tenir com a conseqüència l’aparició de trastorns mentals com ansietat, esquizofrènia, atacs de pànic, i s'especula que podria ser en part responsable de l’aparició d'al·lucinacions a la malaltia de Parkinson. També hi ha estudis que indiquen que la CCK podria estar relacionada amb la xarxa neuronal que controla la por i, a més, s'ha vist que aquesta hormona es troba implicada en la regulació dels mecanismes reforçants de la ingesta.

### Altres funcions
La CCK és una substància que es troba molt difusa per l’organisme i de la qual queden bastants aspectes a estudiar; però s'ha vist que està implicada en la regulació dels nivells de diverses substàncies a més de les prèviament exposades. Per una banda, estimula l’alliberació de somatostatina o hormona del creixement (GH), que en grans quantitats també n’inhibeix la secreció i, per tant, en regula la quantitat.
També s'ha relacionat amb la síntesi d'insulina a través de l’activació dels receptors CCK-1 i de glucagó per la dels receptors CCK-2. A més, la secreció de CCK s'ha relacionat clarament amb proliferació cel·lular i la modulació de l’alliberament de leptina i gastrina al pàncrees. Per acabar, s'ha vist que és responsable de l’aparició de somnolència després de la ingesta, i més recentment, s'ha trobat que podria estar implicada en la tolerància als opiacis com la morfina i l’heroïna, relacionant-se en part amb experiències d’hipersensibilitat al dolor durant la síndrome d’abstinència.